# Mégaro

Plano esquemático do complexo de um mégaro. 1: Vestíbulo, 2: Sala principal, 3: Colunas do pórtico e da sala principal

Mégaro (em grego: Μέγαρον; provável origem semita) é a "Grande Sala" que se encontrava nos palácios da Civilização Micénica, na Grécia Antiga. Costumava estar de um lado do pátio central e frente ao altar. Constava de três partes: o pórtico (πρόπυλο) aberto com duas colunas  in antis, o vestíbulo (πρόδομος) também chamado pronau (πρόναος) e a sala principal (Μέγαρον) também chamada cela ou nau (ναός).